# Krigsmuseets Manege

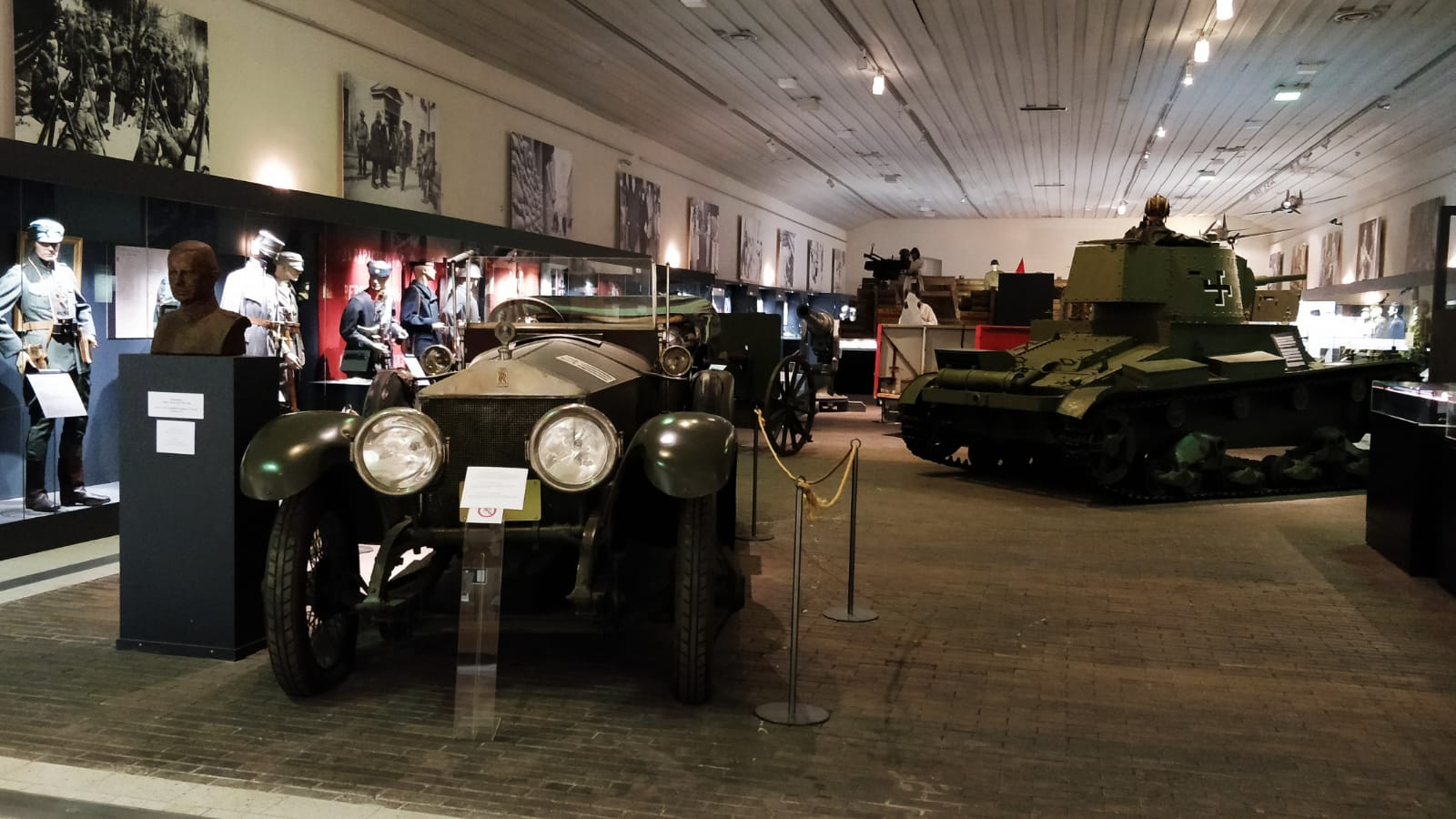
Manege

Krigsmuseets Manege är ett utrymme för utställningar på Stora Östersvartö i Sveaborg som ursprungligen byggdes som ett kanonförråd åt ryssarna 1880–1881. Från och med år 2012 har man kunnat se utställningen Från autonomi till Atalanta som skildrar Finlands krigshistoria från 1800-talet till modern tid. I utställningen skildras också tidigare perioder än autonomin, men tyngdpunkten är på vinter- och fortsättningskrigen. Utställningen Försvarsmakten - 100 år av arbete för krig och fred öppnades den 9 maj 2018. Byggnaden har använts som museum sedan år 1989.

## Byggnadens historia
Manegen byggdes under den ryska perioden, under åren 1880–1881. Planer hade funnits redan år 1875, men de förkastades och slutligen användes ritningarna av arkitekten Greifon. Samma arkitekt hade också planerat Strandkasernen i Sveaborg. Manegen byggdes av tegel, golvet var av lera och väggarna kalkade inomhus. Golvet ombyggdes dock senare i betong år 1908. Förutom det stora hallutrymmet planerades det i samband med ingångarna ett förrum där man monterade ugnar för uppvärmning. Ugnarna blev senare flyttade till hallen där flera rökkanaler konstruerades..
Ryssarna använde manegen mest som ett kanonförråd, men dit lokaliserades också gymnastikställningar för att brukas av garnisonens soldater. I byggnaden konstruerades också utrymme för orkester, estrad, samt omklädningsrum för damer och herrar. Manegen var alltså lämplig för flera olika ändamål, men trots namnet har det aldrig funnits hästar där.
Efter att Finland blev självständig år 1917 överfördes Sveaborg från Ryssland till Finland. Under inbördeskriget och även därefter fanns det ett fångläger för "röda" fångar i Sveaborg. Manegen användes trots detta som förråd och verkstad under åren 1918–1919. Under självständighetstiden har Manegen också använts som förråd för Marinen och från år 1974 också för Krigsmuseet. Det har funnits en biograf i hallen och under fortsättningskriget spelade man basketboll där.
År 1975 fick Krigsmuseet tillåtelse från statsrådet att påbörja utställningsverksamheten på nytt i Sveaborg och som utställningsutrymme valdes Manegen. Invånarna i Sveaborg var inledningsvis reserverade mot planerna: förutom utökandet av Manegen var invånarna rädda för att Marinmuseet som avskaffades på 1960-talet skulle återinföras på ön i samband med Krigsmuseet. Detta inträffade dock inte och Manegens basrenovering verkställdes under åren 1986–1987. Under denna tid togs bland annat ugnarna bort och golvet ombyggdes helt.
Utställningarna i Manegen har varierat, sedan 2012 finns utställningen Från autonomi till Atalanta som presenterar Finlands krigshistoria och försvarsmakternas utveckling i huvudsak från år 1809 ändå fram till nutiden. I Manegen har det också funnits specialutställningar som t.ex. Vesikko-utställningen år 2011.

## Från autonomi till Atalanta - en utställning över Finlands krigshistoria

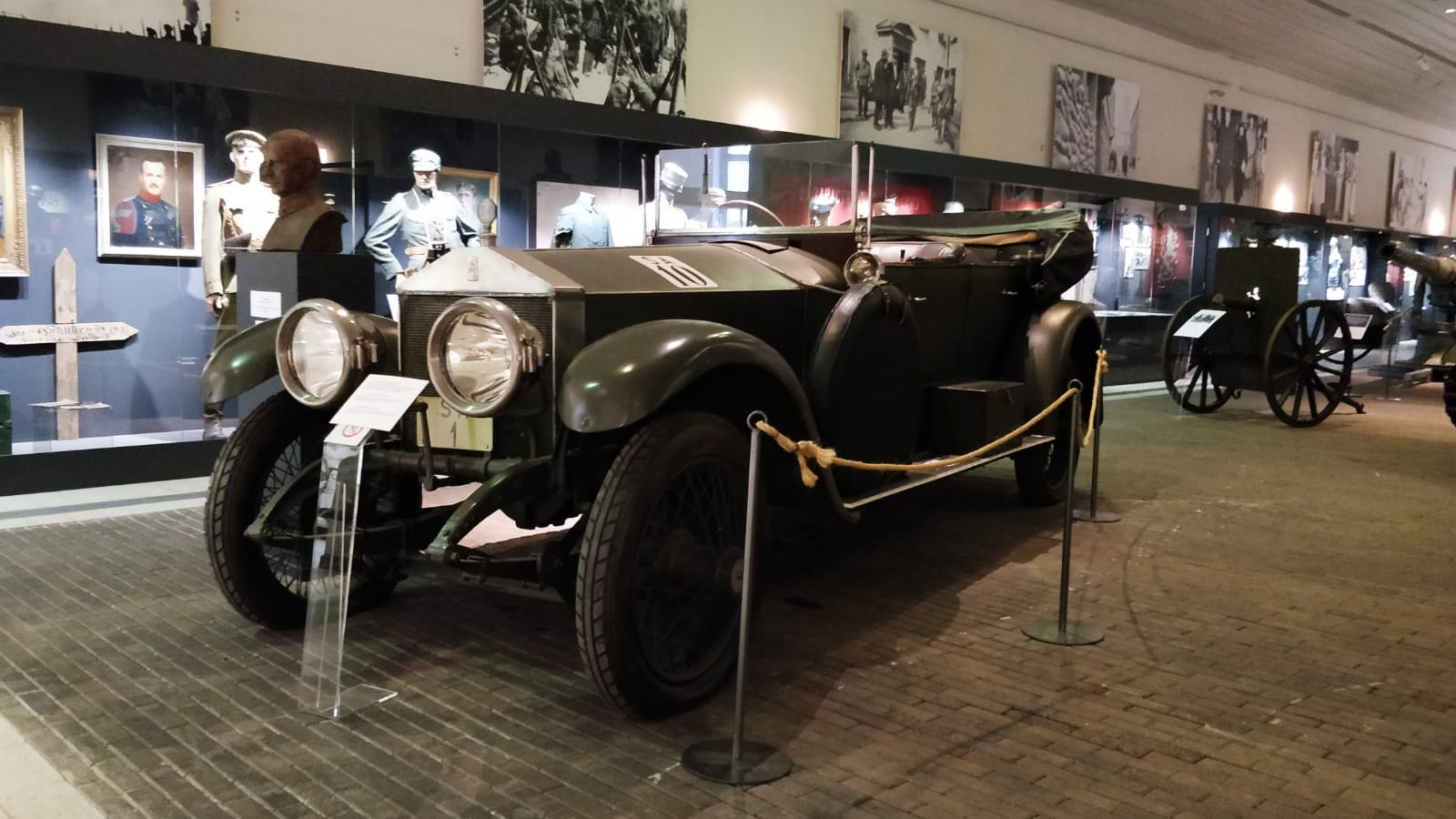
Krigsmuseets Rolls Royce Silver Ghost.

Utställningen Från autonomi till Atalanta skildrar Finlands krigshistoria och det självständiga Finlands försvarsmakts historia. Utställningen har tre linjer: "soldatvitrinen", tung materiel och historietavlor på flera språk. Texterna är på finska, engelska, svenska och ryska.
I den långa dräktvitrinen finns 17 olika soldatfigurer utställda. Figurerna omfattar allt från en soldat från den s.k. gamla armén från slutet av 1800-talet till dagens fredsbevarare iförda äkta uniformer och utrustning. Förutom de uniformsklädda skyltdockorna finns unikt kompletterande material.
På linjen för tung utrustning finns materiel som omfattar allt från femhundra år gamla pjäser till materiel från Operation Atalanta, till exempel en båt som använts av somaliska pirater. Av den övriga materielen må nämnas en 88 mm luftvärnspjäs eller den legendariska åttiåttan, en hästdragen soppkanon, en Vickers-pansarvagn och av den nyare materielen till exempel sjömålsrobot MTO-66 samt en fyrhjuling.
I den praktiska delen kan man bekanta sig med soldatens utrustning under olika tidsperioder. Utställningen stängde den 30 oktober 2017.

## Försvarsmakten - 100 år av arbete för krig och fred -utställning
Utställningen Försvarsmakten – 100 år av arbete för krig och fred öppnades den 9 maj 2018. Utställningen berättar om krigen under Finlands självständighet: Finska inbördeskriget 1918, vinterkriget 1939–1940, fortsättningskriget 1941–1944 och Lapplandskriget 1944–1945. Utställningen fortsätter i byggnaden bredvid där den finska försvarsmaktens verksamhet presenteras, ända från efterkrigstiden till nutid.